# Schweiberg (plaats)
Schweiberg (Limburgs: Sjweeberig) is een buurtschap van Mechelen in de Nederlandse gemeente Gulpen-Wittem in het Heuvelland. Oude namen zijn Scheveyberch (16e eeuw), Schaweyberg (17e eeuw) en Schweijsberg (19e eeuw). Anno 2002 woonden er 110 inwoners in Schweiberg. Op de Schweiberg liggen vier hotels. Het gehucht kent een hoeve uit 1743, de Schweibergerhof. Schweiberg en Höfke zijn een beschermd dorpsgezicht met een oostelijk en een westelijk deel.

## Geografie
Schweiberg ligt ten aan de Schweibergerweg tussen Kosberg in het zuidwesten en Höfke in het noordoosten. Op ongeveer een kilometer zuidelijker ligt het dorpje Epen en ongeveer een kilometer ten noordoosten ligt het dorp Mechelen.
Schweiberg ligt op een helling (Schweiberg) en heuvelrug vanuit het noordoosten oploopt richting het zuidwesten. Aan de noordzijde van de heuvelrug ligt het beekdal van de Landeus waarin de buurtschappen Bissen en Dal gelegen zijn. Aan de zuidzijde van de heuvelrug ligt het dal van de Nutbron. Beide beken stromen in het oosten uit in de Geul in het Geuldal.
Ten noordwesten van de plaats ligt het Schweibergerbos en ten westen het Kruisbos, beide bossen op het Plateau van Crapoel.

## A genne Busch
Op de Schweiberg is het buurt gemeenschap "A genne Busch" gevestigd. De lokale bewoners ondernemen jaarlijkse evenementen als wandeltochten, barbecues, maar ook het opbouwen van de kerststal op de Schweiberg nemen zij voor hun rekening.
Anno 2009 zijn er ongeveer 60 huishoudens lid van de buurt vereniging.

## Vakwerkgebouwen in Schweiberg
In Schweiberg staan dertien vakwerkboerderijen en -huizen die een rijksmonument zijn.

De vakwerkgebouwen van Schweiberg
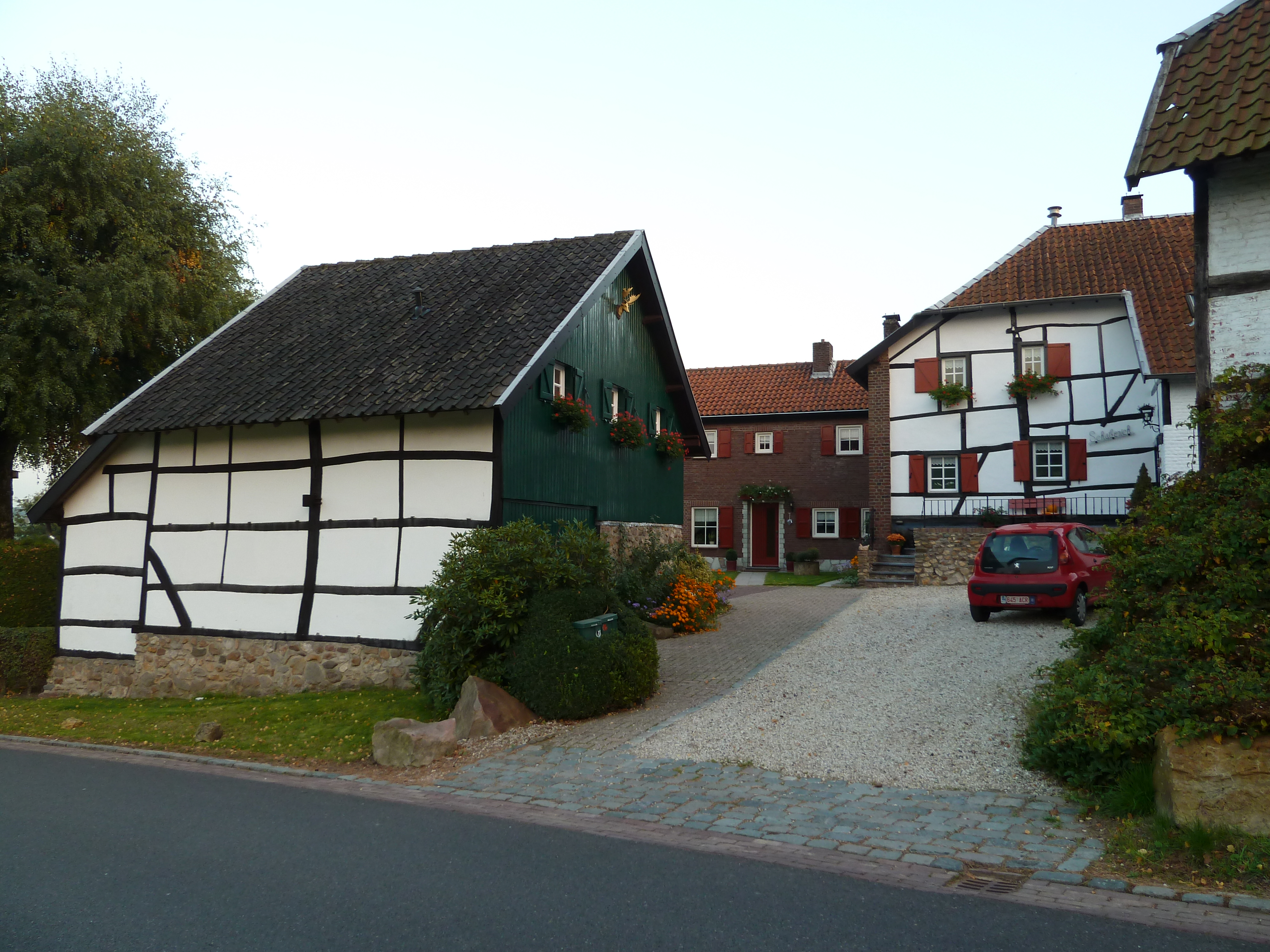
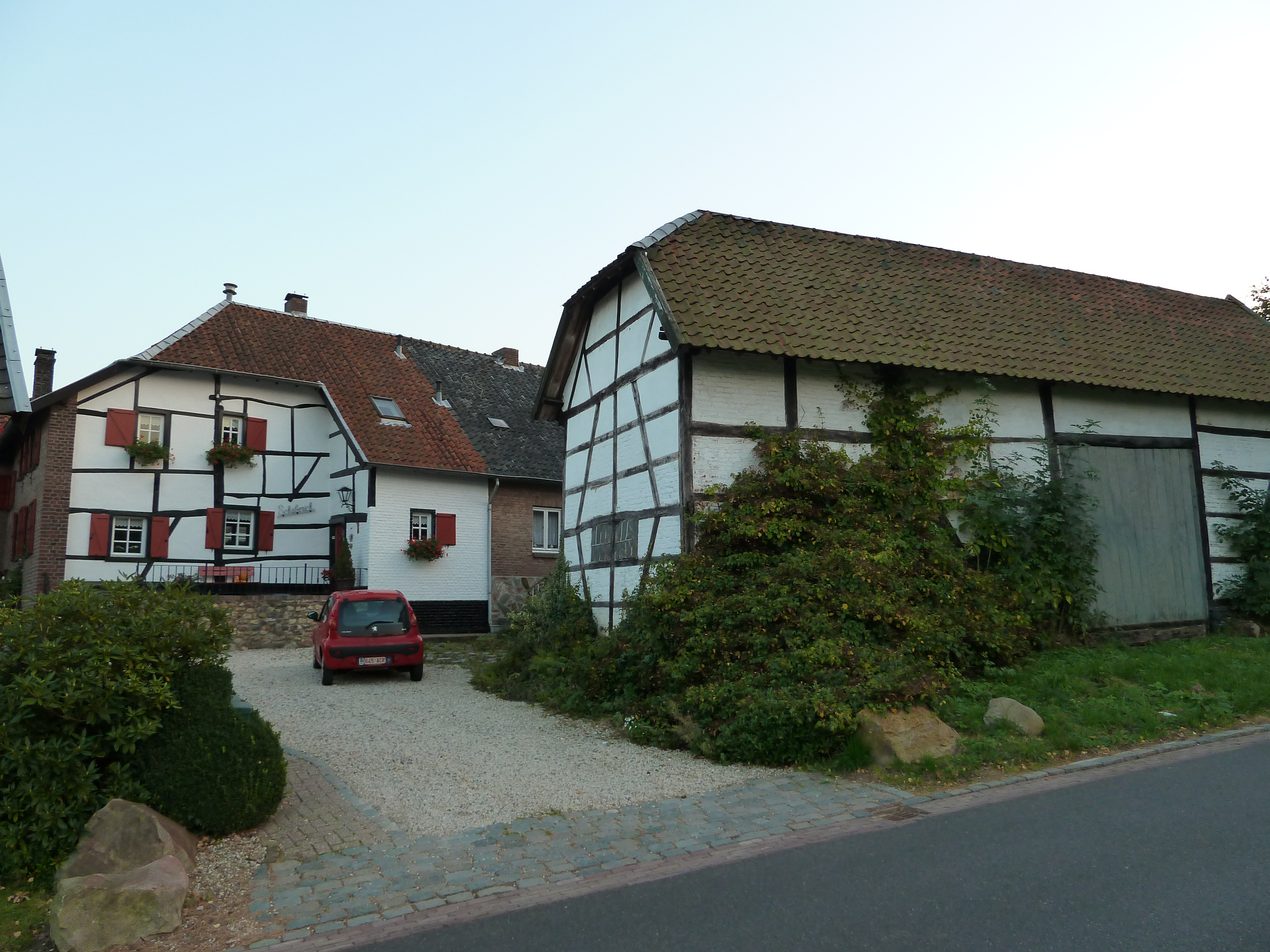
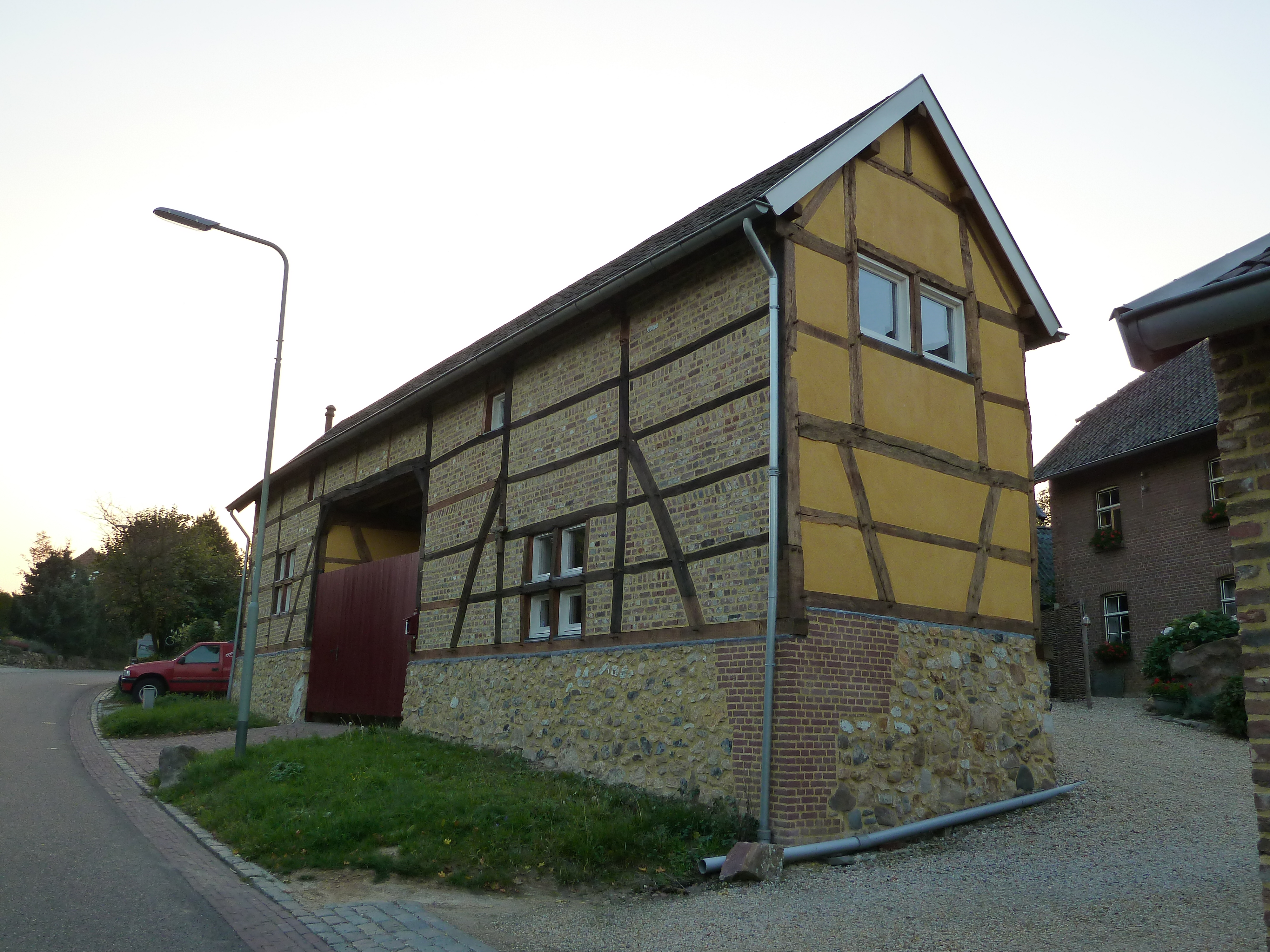
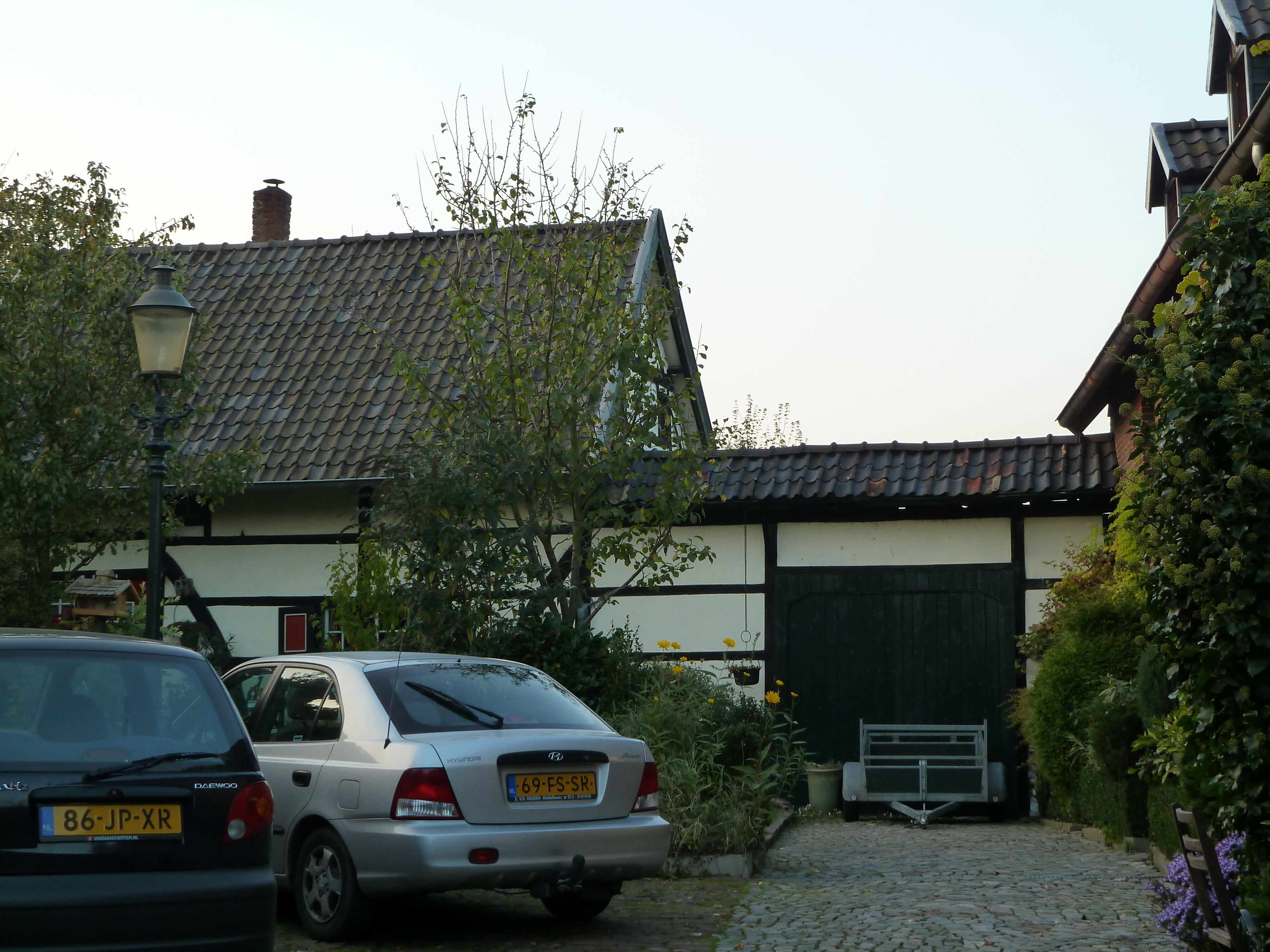
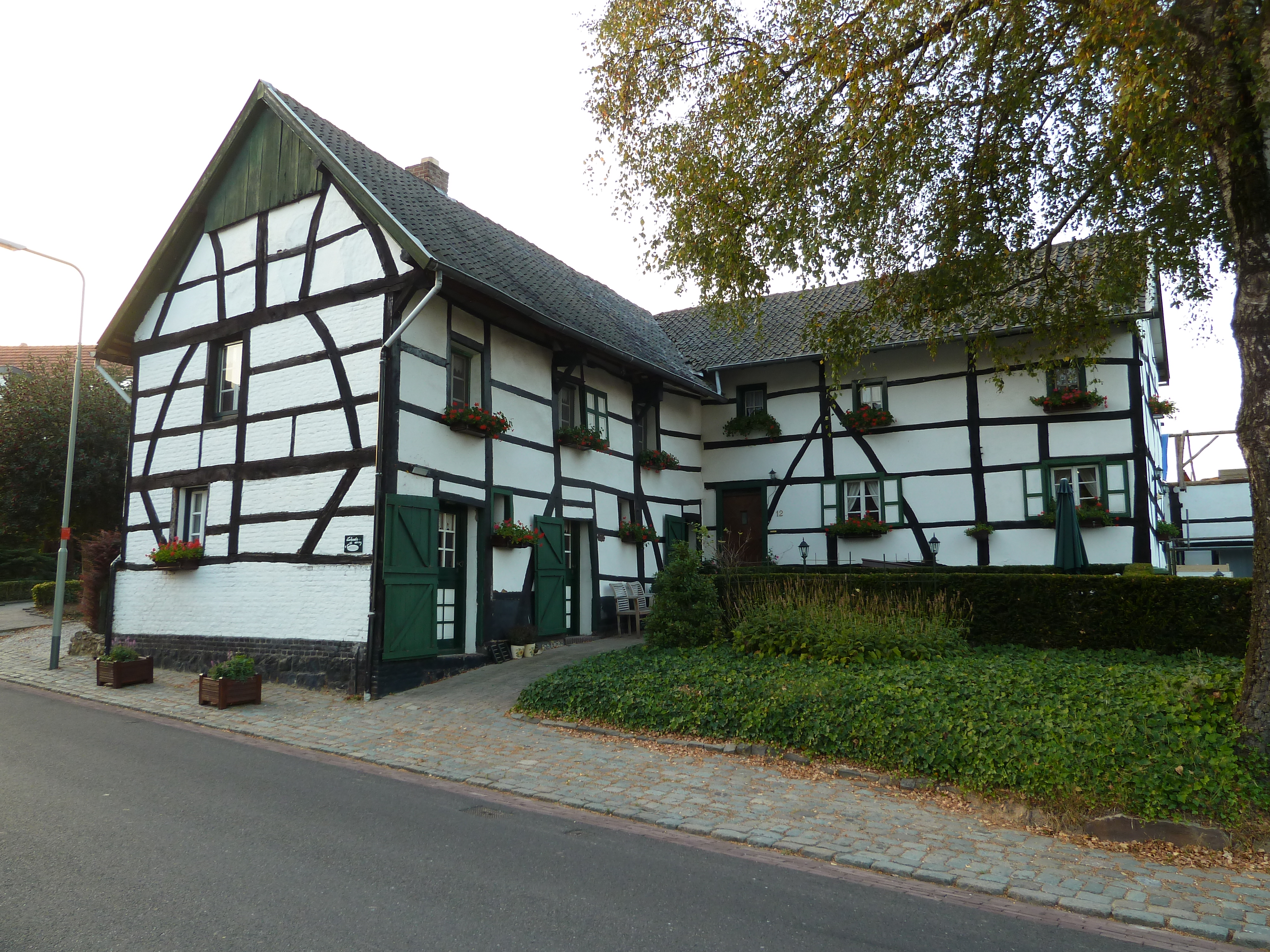
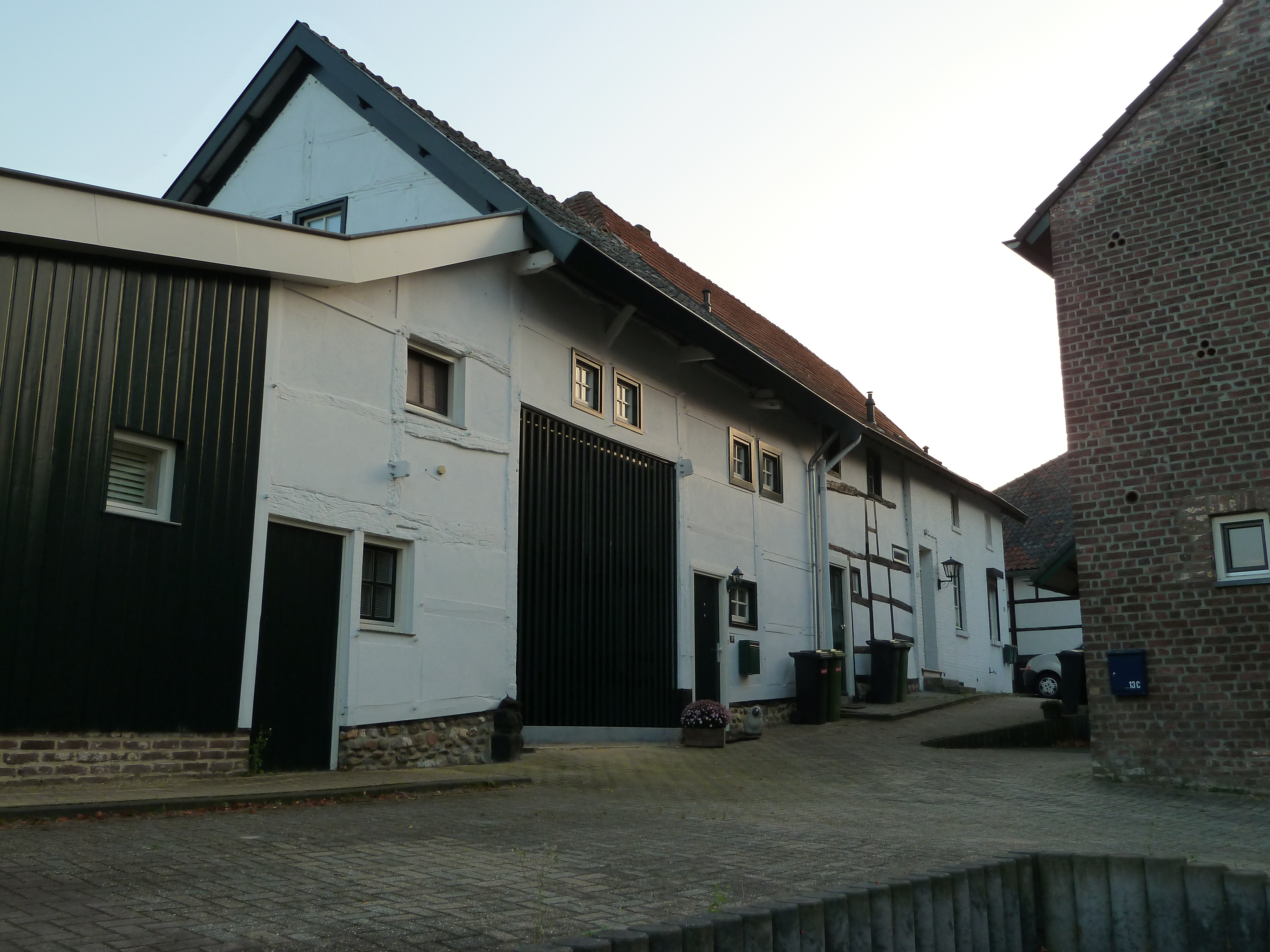
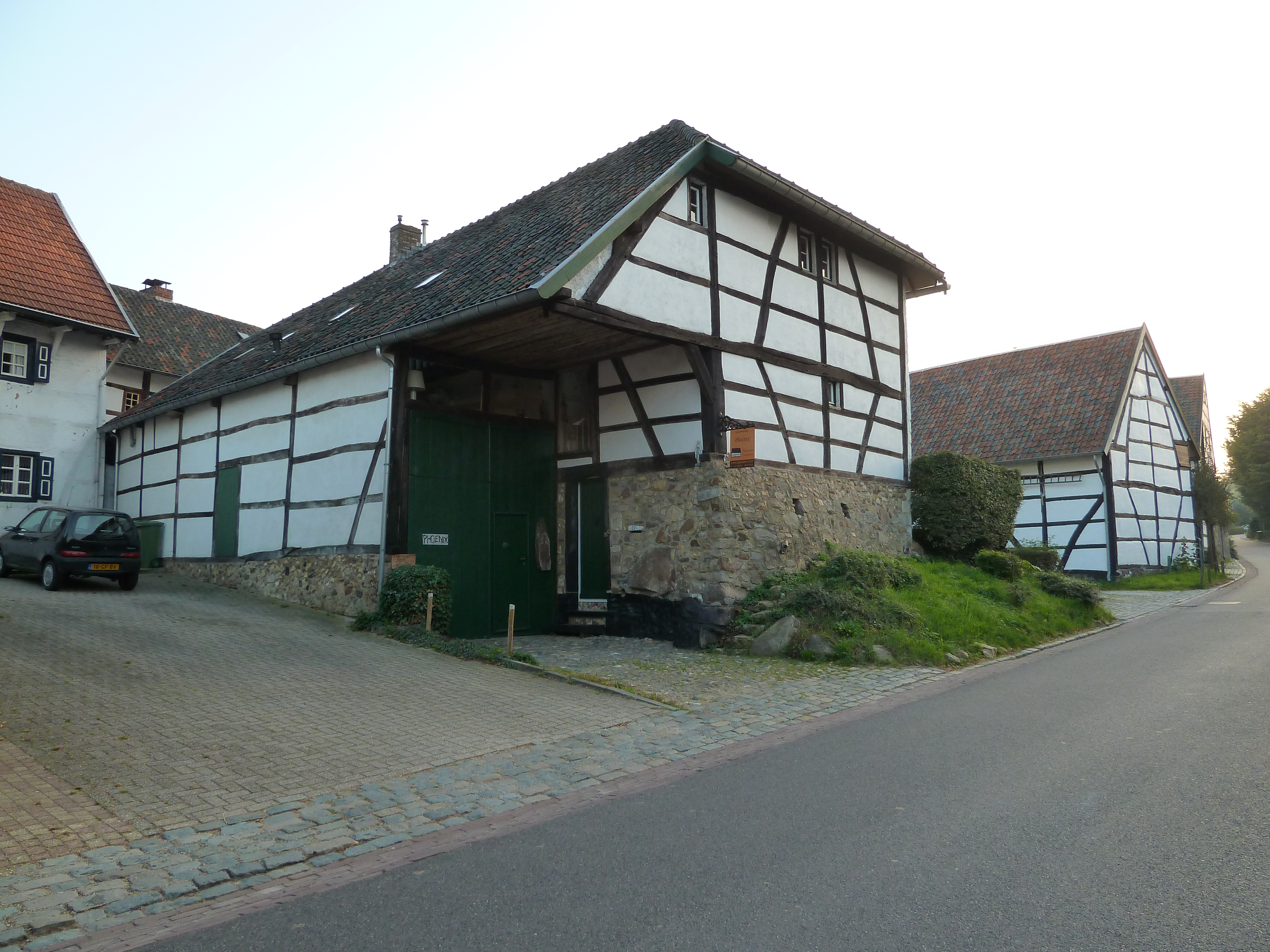
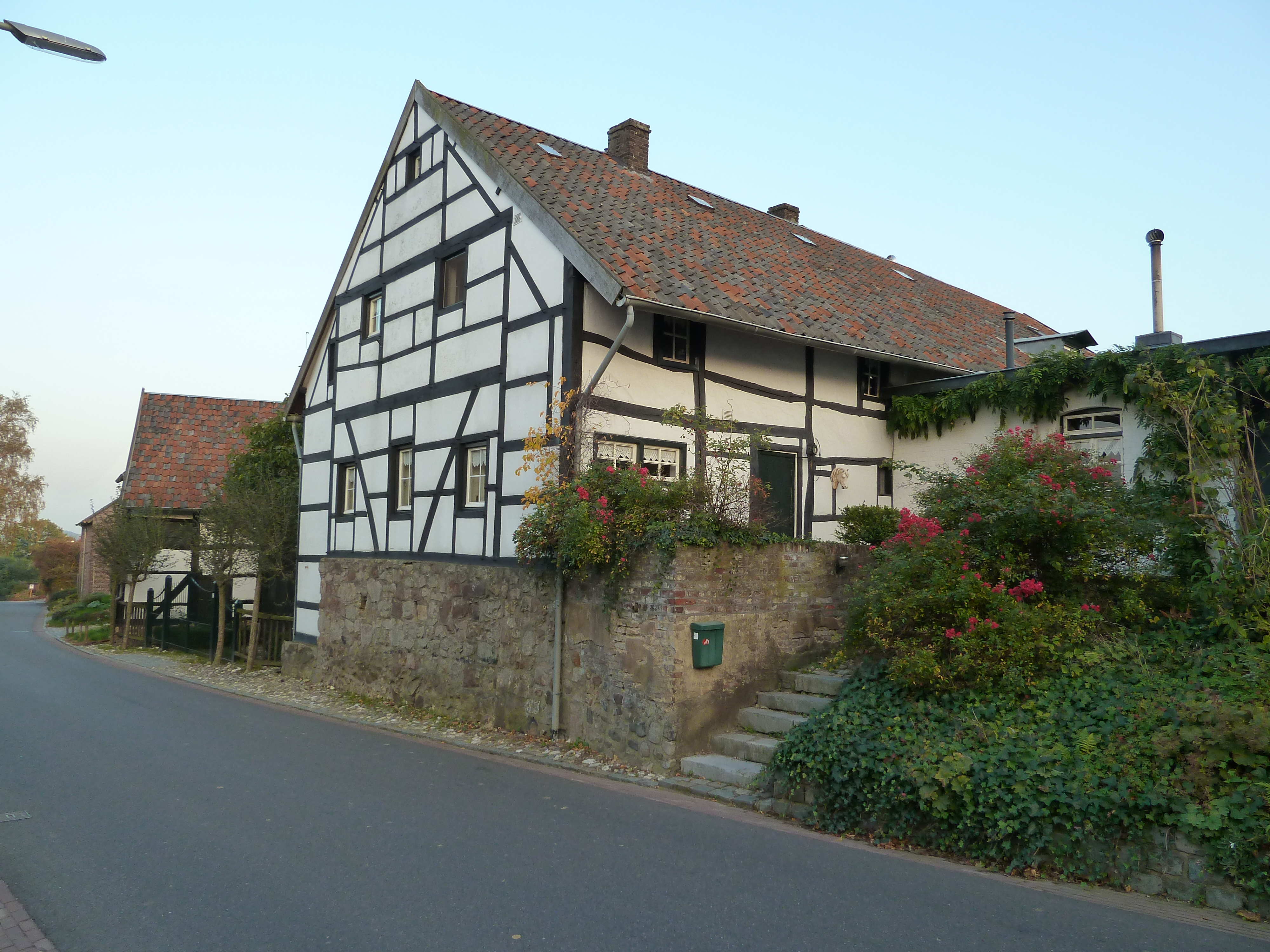
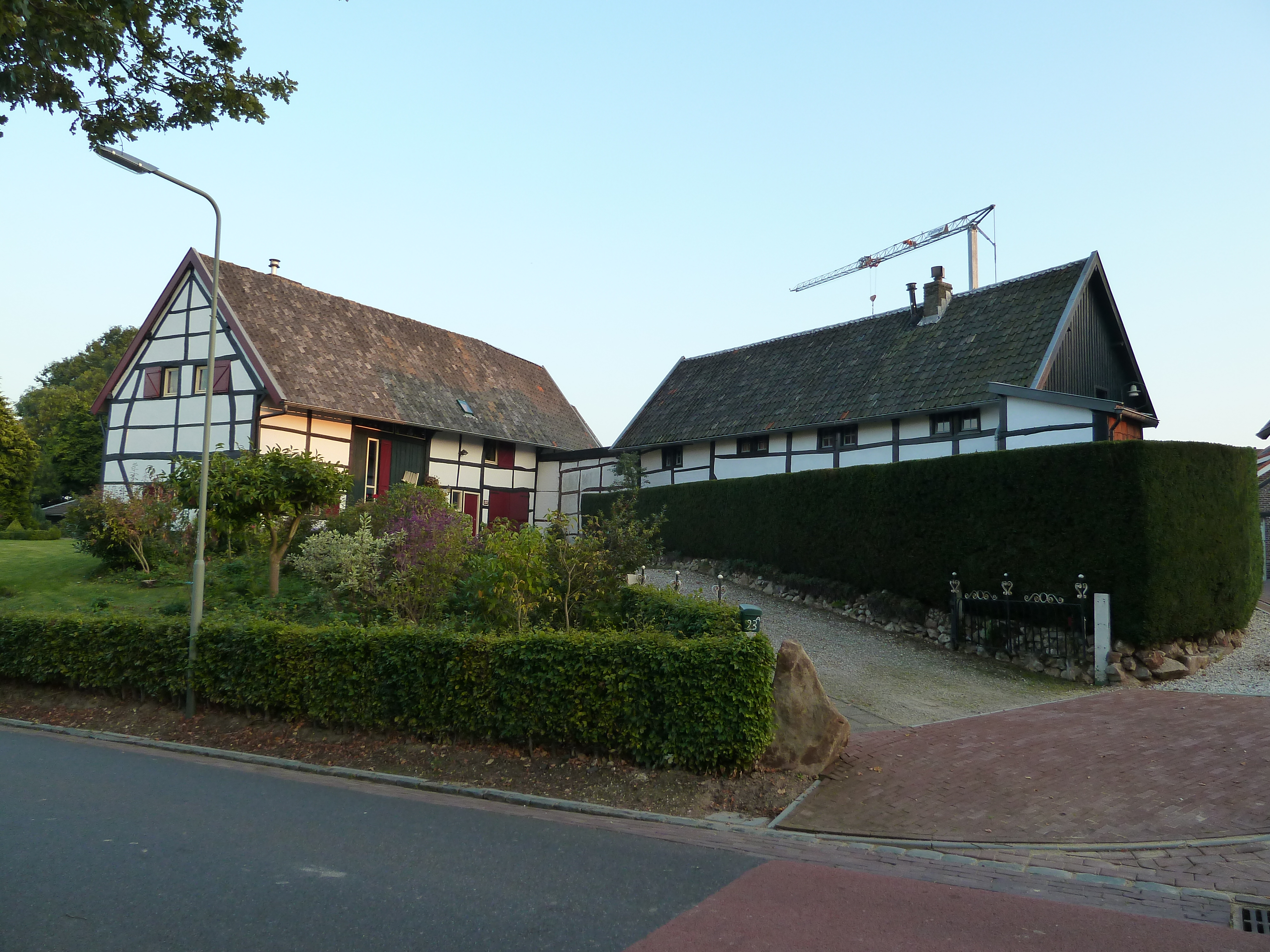
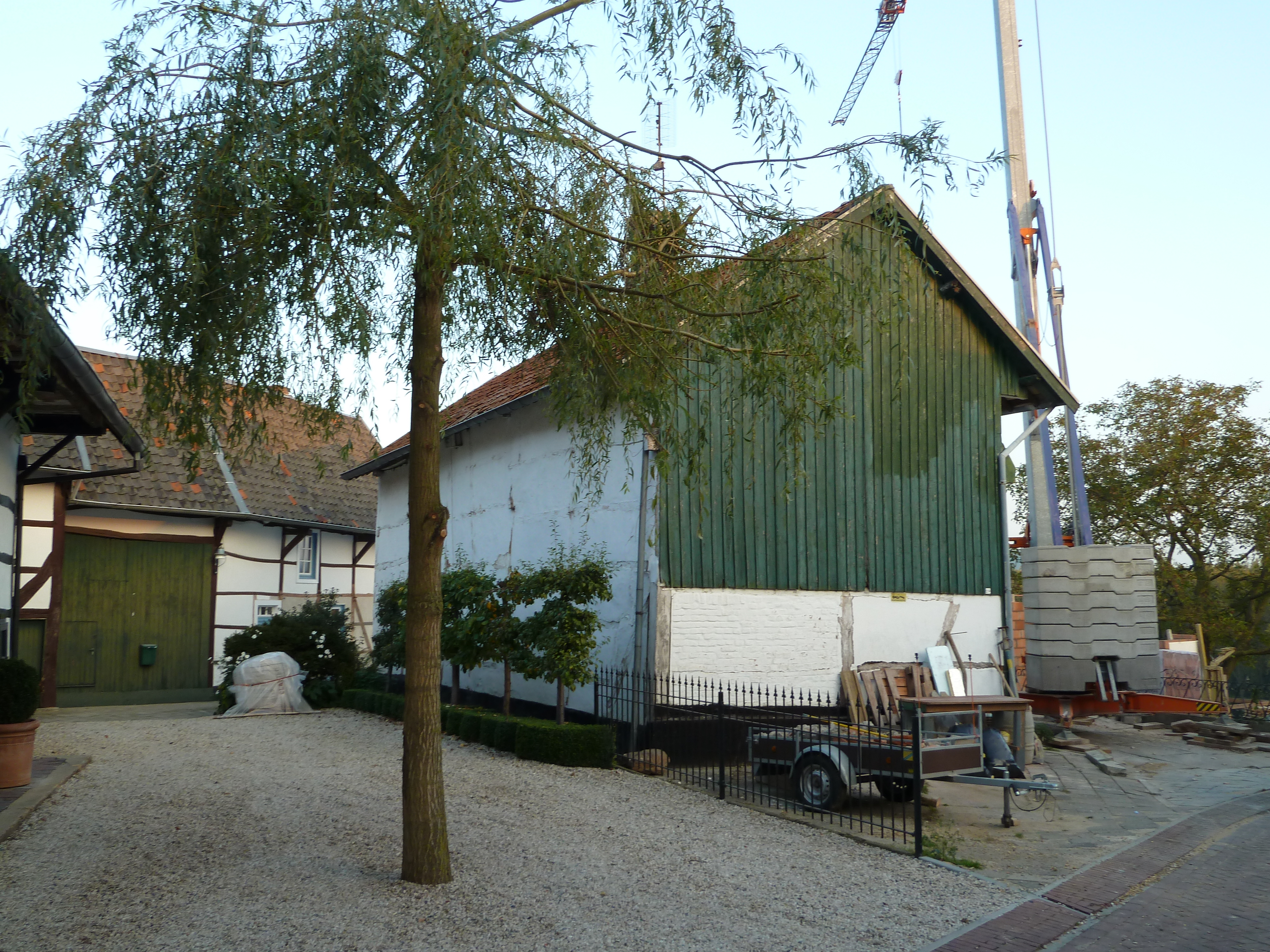
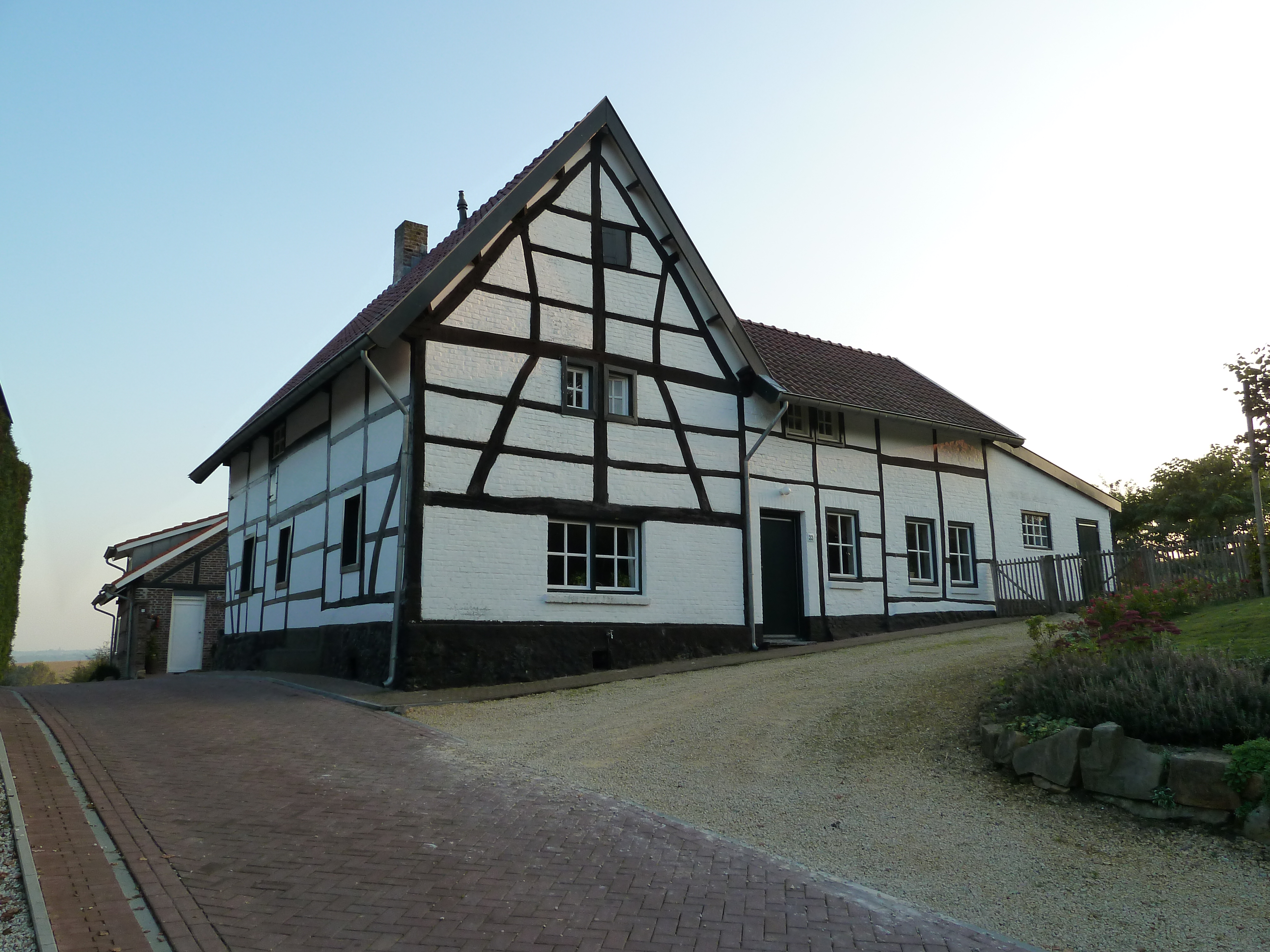
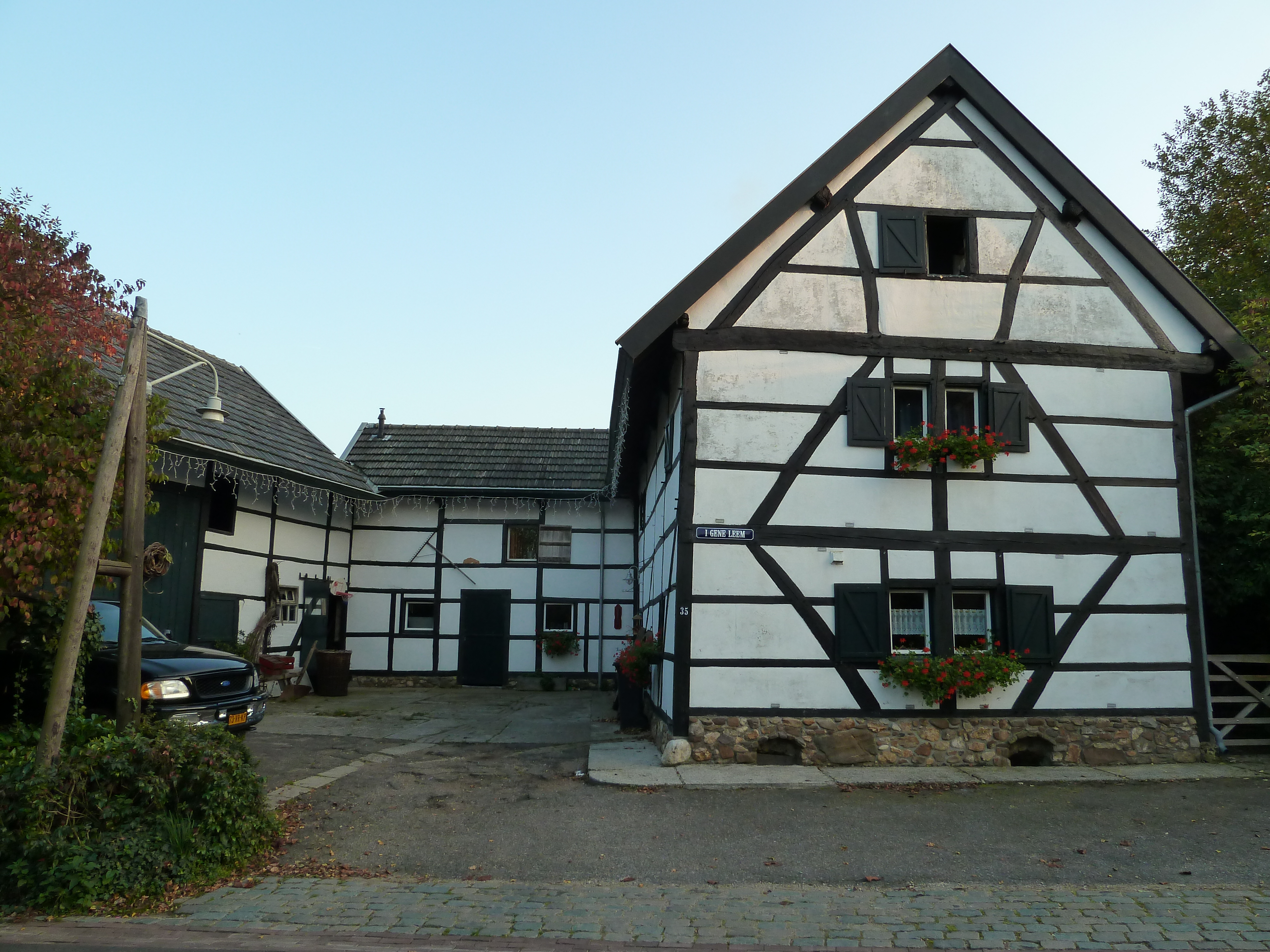
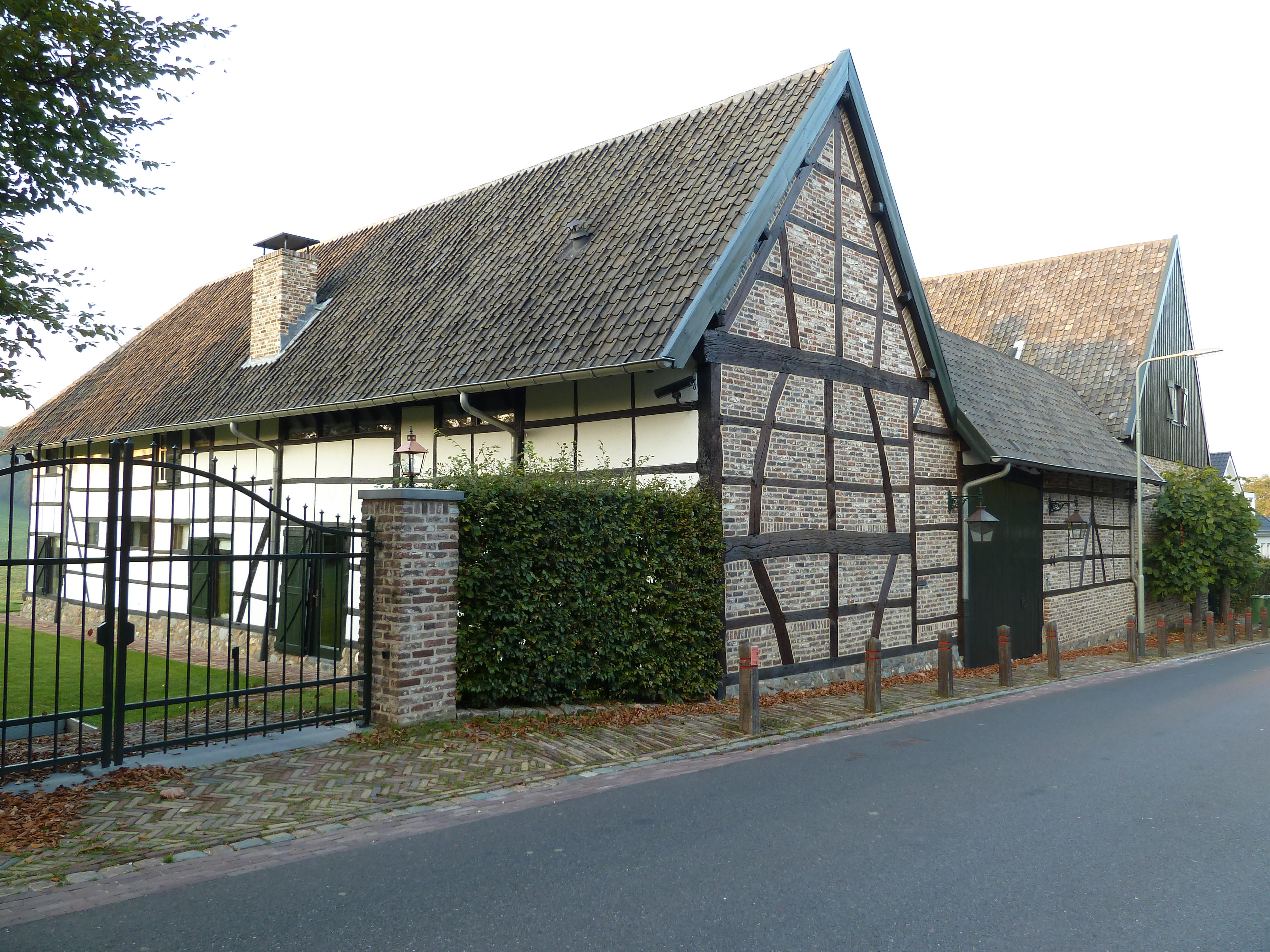

## Externe link

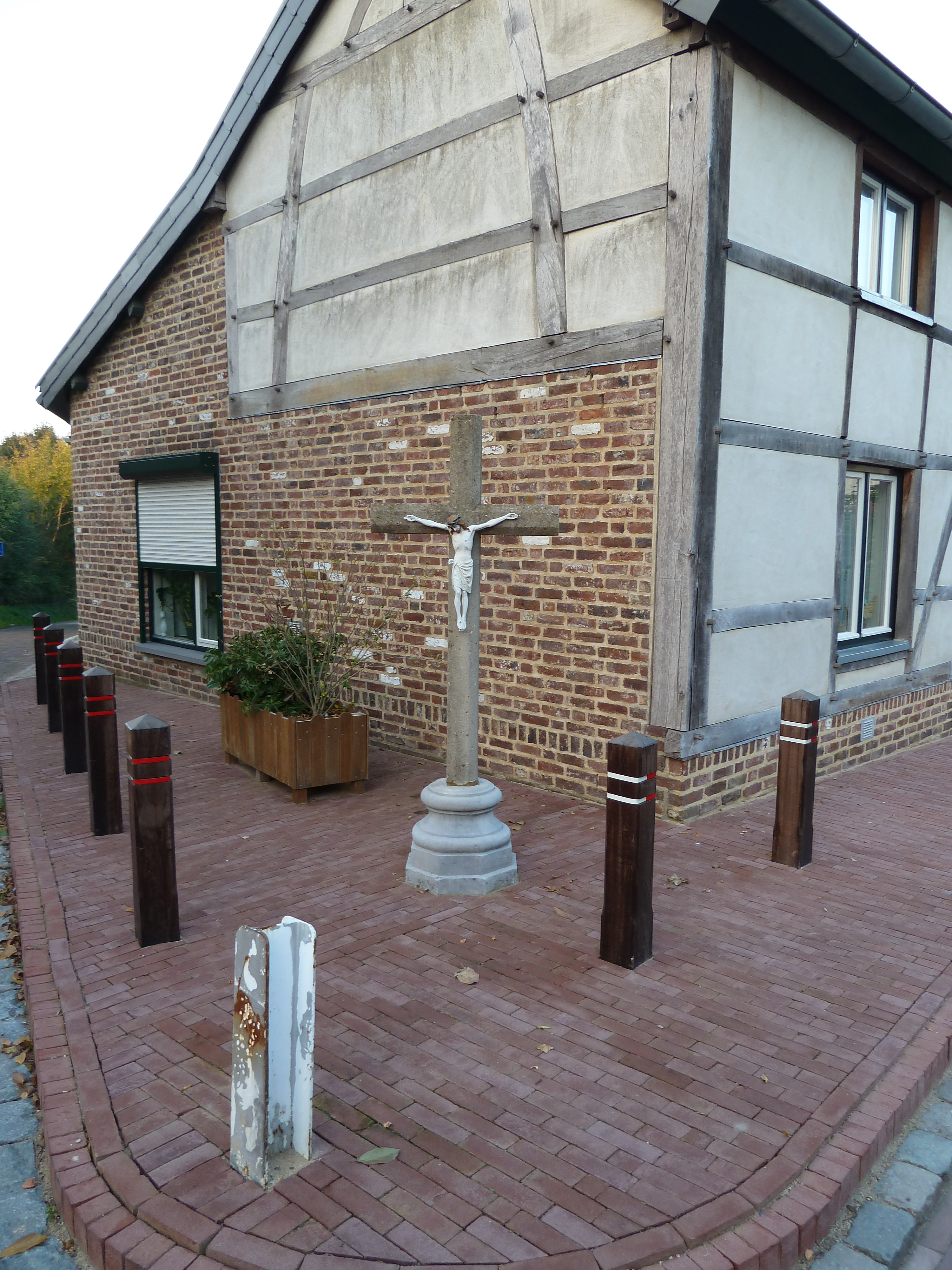
Wegkruis nabij de Luberg
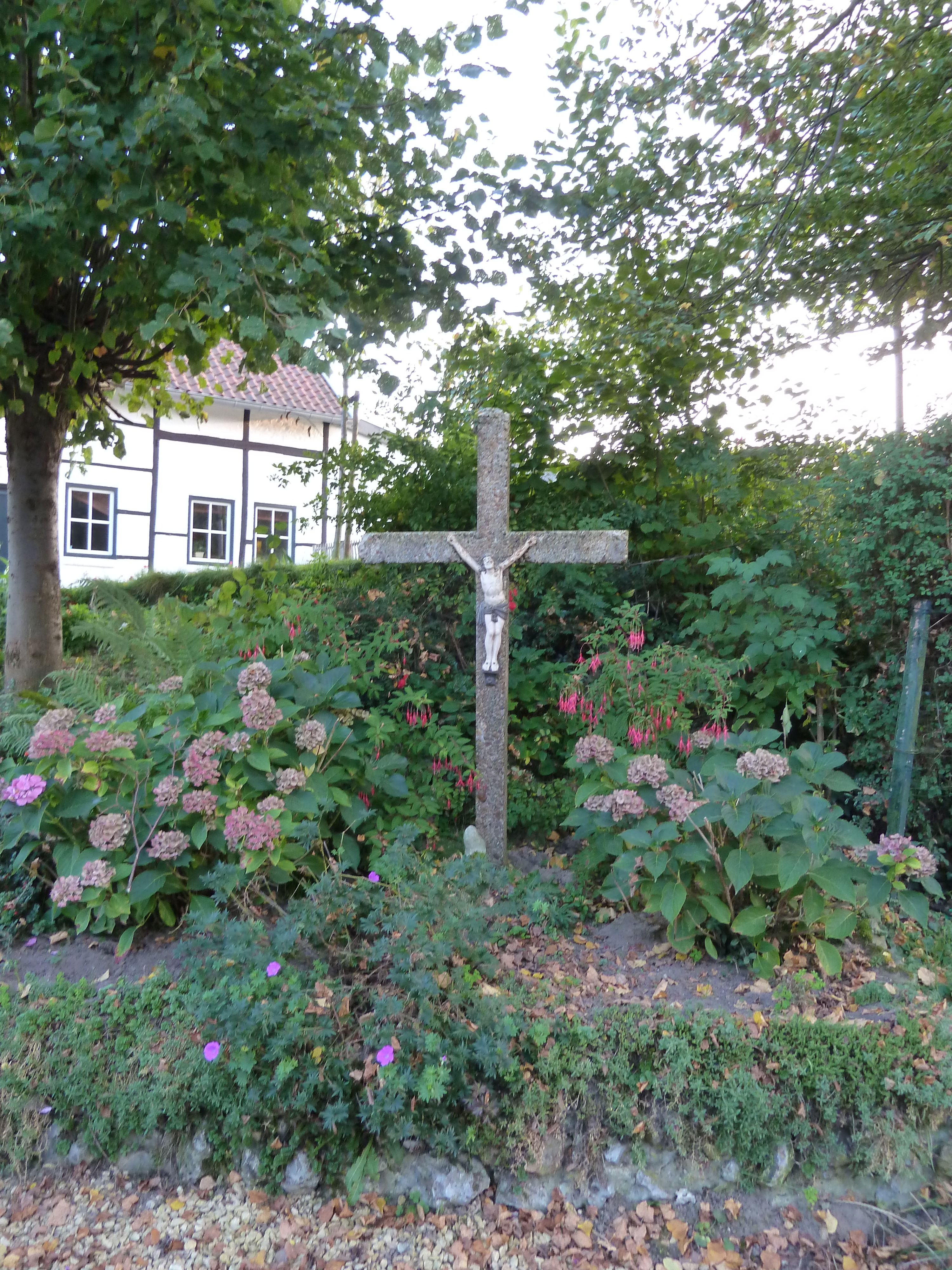
Wegkruis nabij de Hoevendellerweg
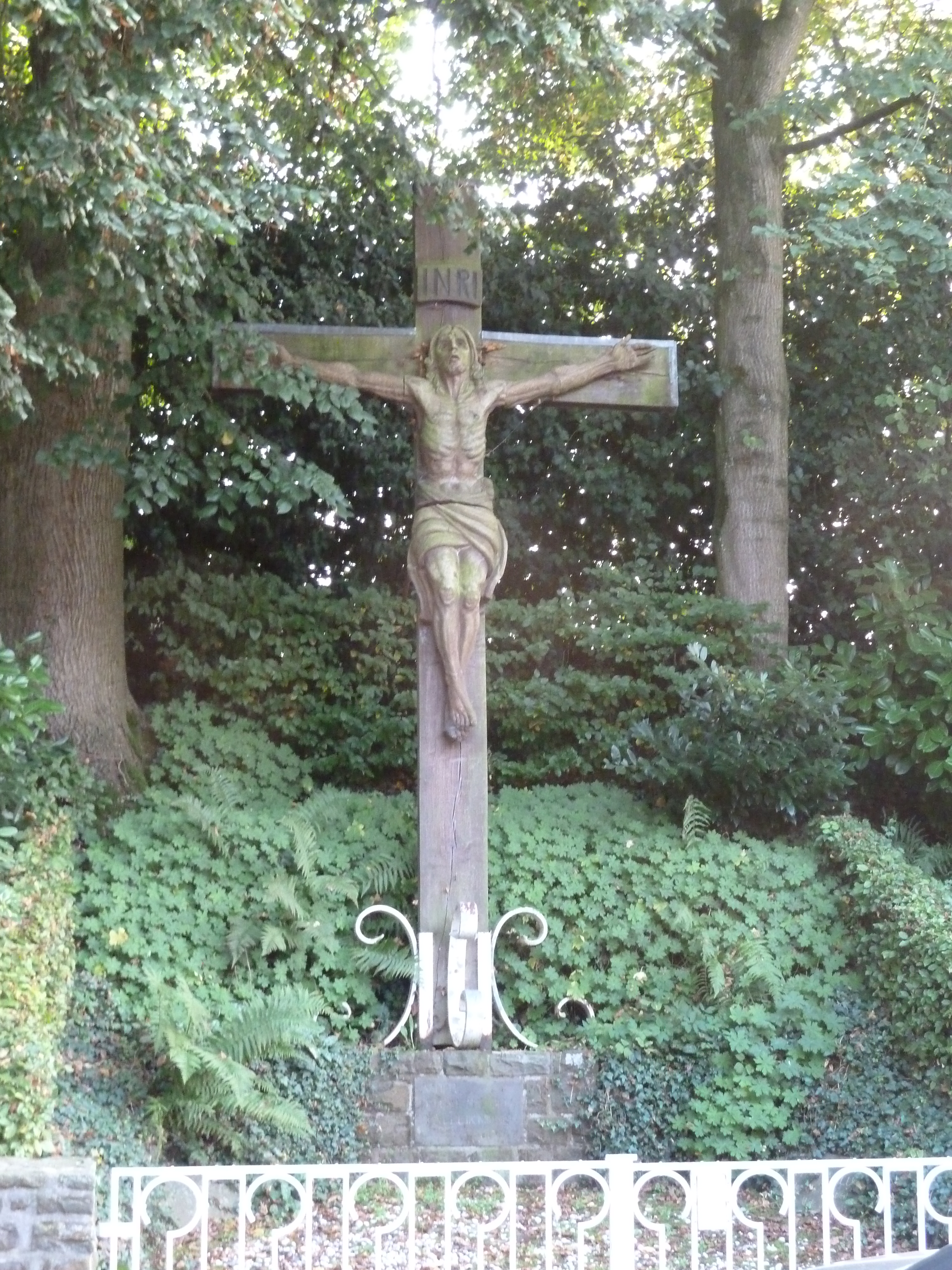
Jezusbeeld in Schweiberg